# Maquillages. Les politiques sans fard
 (avril 2025).
Motif : Travail inédit, notoriété non pérenne
- Archive Wikiwix
- Bing
- Cairn
- DuckDuckGo
- E. Universalis
- Gallica
- Google
- G. Books
- G. News
- G. Scholar
- Persée
- Qwant
- (zh) Baidu
- (ru) Yandex
- (wd) trouver des œuvres sur Wikidata

| 1. | Préciser le motif de la pose du bandeau. | Précisez le motif de la pose du bandeau en utilisant la syntaxe suivante : {{admissibilité à vérifier\|date=avril 2025\|motif=remplacez ce texte par le motif}}                                            |
| 2. | Informer les utilisateurs concernés.     | Pensez à avertir le créateur de l'article, par exemple, en insérant le code ci-dessous sur sa page de discussion : {{subst:avertissement admissibilité à vérifier\|Maquillages. Les politiques sans fard}} |

 (septembre 2024).
- Si vous ne connaissez pas le sujet, laissez ce bandeau (vous pouvez alors contacter les auteurs).
- Si vous supprimez le contenu mis en cause (vous pouvez préalablement contacter les auteurs),

argumentez précisément cette suppression dans la page de discussion
(un manque de référence n'est pas un argument ; une recherche réelle de référence doit avoir été effectuée, être formellement documentée).
Maquillages. Les politiques sans fard est un essai-récit politique écrit par Christophe Barbier.

## Présentation et contenu
Chaque matin, Christophe Barbier reçoit un invité politique qui passe au maquillage avant de gagner le studio et il peut ainsi observer son invité politique prit dans son naturel, hors antenne. « La peau se maquille, mais le cuir ne ment pas » écrit-il quelque peu ironique. Il y aura aussi d'autres moments « hors caméra », des moments entre parenthèses propices aux confidences où se glissent quelques complicités conjoncturelles, des moments aussi où il ne faut pas forcément être dupe de « fausses confidences » à la Marivaux.
Même s'il existe quelques « poids lourds » en ce domaine, les meilleurs ne sont pas toujours ceux à qui l'on pense a priori. « À intervalles réguliers, j'ai rencontré Nicolas Sarkozy ces dernières années, presque toujours à l'Élysée » écrit-il, pas en veine lui aussi de confidence. Et il ajoute, matois : « Longs soliloques, parties de cache-cache, passe d'armes, glace et feu. Et toujours, le mystère de sa violence brumeuse. »
Nicolas Sarkozy, « l’homme qui maquille ses mains » aura une terrible colère de près d’un quart d’heure lorsque Christophe Barbier lui demandera des nouvelles de sa santé après son malaise vagal en 2009 devant ses collègues journalistes, et révélera un Président coupé des réalités, isolé dans son refuge élyséen sans conseiller pour lui ouvrir les yeux et le mettre au courant de la réalité. Les autres hommes politiques qu'il reçoit ne sont guère mieux traités non plus, comme Dominique de Villepin, « l’homme qui maquille sa haine » ou Dominique Strauss-Kahn, « l’homme qui maquille sa vie ».
Il se demande aussi ce qu'il y a sous le fard, au-delà de la politesse et du quant-à-soi quand François Hollande singe François Mitterrand, ce qu'est cette « normalité » que dénonce François Bayrou, y voyant plutôt une pause de candidat ou de l'homme politique, qu'une réalité de l'homme privé. Mais François Bayrou, pas plus qu'un autre, ne déroge aux canons modernes de la communication et du « look », il est « très narcissique, assez coquet, aime bien s'isoler. Il se regarde avec beaucoup d’aménité, corrige une mèche. » Quant à Ségolène Royal, elle préférait s'isoler avec sa maquilleuse et son coiffeur.

## Commentaires critiques
« Christophe Barbier analyse les politiques hors représentation : dans les coulisses du pouvoir, les caractères se révèlent et se montrent sans fard ! »

— Philippe Delaroche, L'Express, 18 avril 2012

« Christophe Barbier entreprend de montrer avec les mots le visage « sans fard » d'une dizaine de personnalités politiques, candidats à l'élection présidentielle, mais pas seulement »

— Les Échos, 2 mars 2012

« Un livre assez apprécié par les chroniqueuses dans lequel il donne son point de vue sur les élections présidentielles à venir et sur la personnalité des candidats. Le moins que l'on puisse dire, c'est qu'il n'y va pas avec le dos de la cuillère »

— On n'est pas couché[Qui ?], émission du 31 mars 2012